# Heute

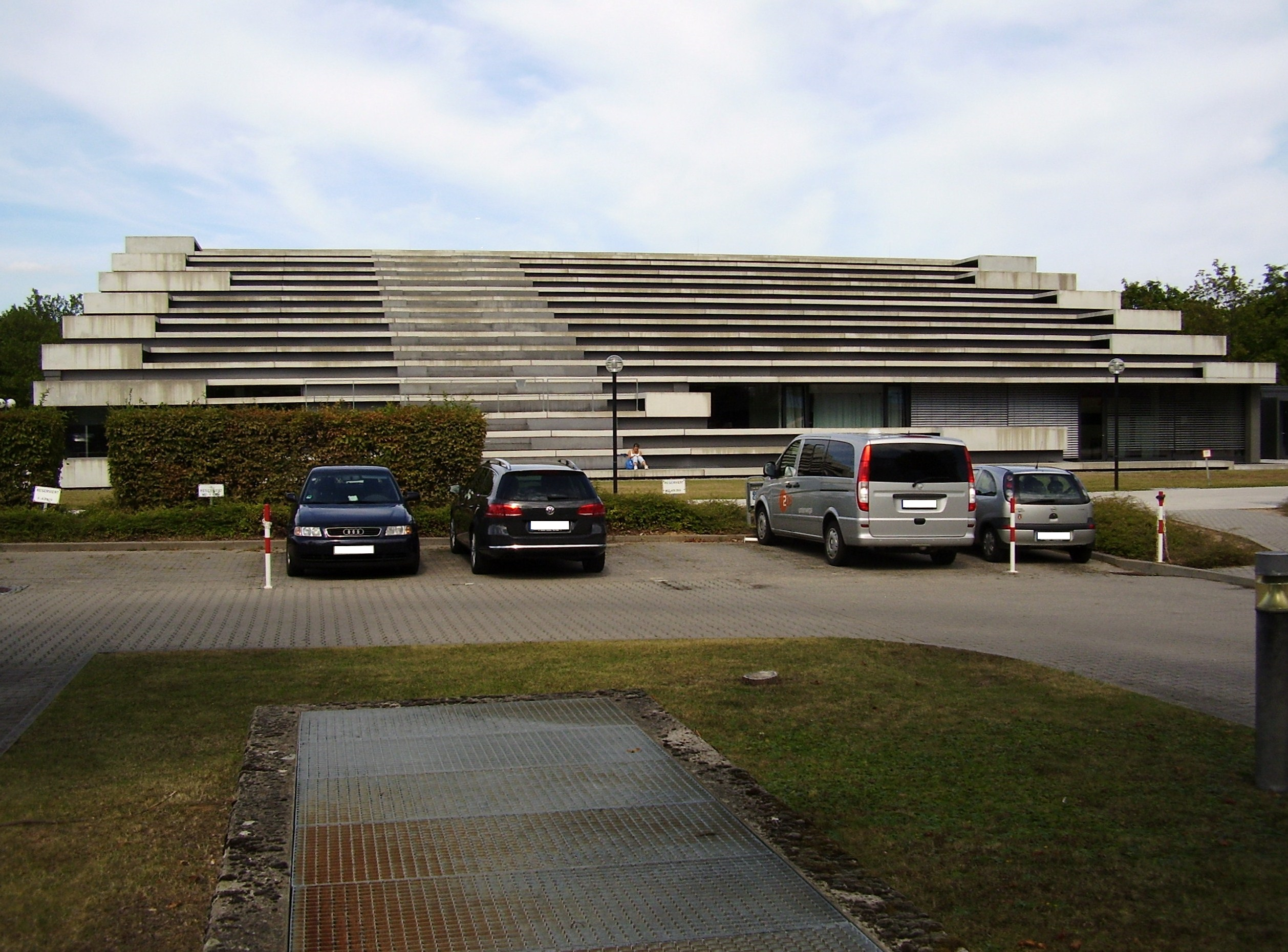
le ZDF-Nachrichtenstudio dans le complex de la ZDF à Mayence.

Le heute est le journal télévisé de la deuxième chaîne de télévision ZDF depuis le 1er avril 1963. Il se compose de plusieurs éditions diffusées durant la journée dont la durée varie de 5 à 10 minutes. Mais l'édition principale est diffusé aux alentours de 19 h.

## Histoire
Le premier heute  fut diffusé quelques instants après le lancement de ZDF qui eut lieu le 1er avril 1963 à 19 h 30. C'est à 19 h 35 que Carl Weiss prit l'antenne avec cette première édition du heute d'une durée 23 minutes et qui fut le premier programme diffusé sur ZDF. C'est en février 1963 que le nom du futur journal de ZDF a été décidé par la direction de la chaîne qui a d'ailleurs beaucoup surpris le personnel de la chaîne. L'édition principale est programmée à 19 h 30, d'une durée de 25 minutes, elle est suivie juste après par la météo.
C'est au début des années 70 qu'est apparu la célèbre musique du générique du heute avec heute en morse à l'intérieur. Cette musique qui sera remixée de nombreuses fois en 40 ans de service. Le 1er janvier 1978, un grand changement intervient dans l'organisation des éditions du heute. L'édition de 21 h est supprimée au profit d'une nouvelle édition plus longue, le heute-journal, diffusé à partir du 2 janvier 1978.  Avec sa forme plus longue et son horaire, le heute-journal revenait sur les faits d'actualité du jour avec en plus des interviews et des analyses. Mais au départ, cela devrait être un magazine commun avec l'ARD d'une vingtaine de minutes, diffusé en fin de soirée avec une rédaction commune. Le programme de Das Erste devait s'appeler Tagesthemen et aurait été diffusé en alternance avec le heute-journal. Finalement, le heute-journal eut sa propre rédaction et son propre plateau, comme le Tagesthemen, qui sera lancé le même jour sur Das Erste.
Le 4 octobre 1994, ZDF lance une nouvelle édition d'information la nuit, le heute-nacht, diffusé du lundi au vendredi entre 23 h 45 et 0 h 45. D'une durée de 15 minutes, le heute-nacht revient sur l'actualité du jour.
Depuis le 25 avril 2000, une nouvelle édition est créée l'après-midi, heute-in Deutschland, diffusé du lundi au vendredi à 14 h, qui propose principalement des sujets sur l'Allemagne ou ayant un rapport avec.
En 2001, à la suite du changement de logo de ZDF, l'habillage de heute est changé. Il adopte un nouveau générique aux tons bleus et un nouveau logo, qui est intégré au studio, qui lui, ne change pas.
Le 17 juillet 2009, ZDF inaugure son nouveau studio de l'information dans un tout nouveau bâtiment construit dans le complexe de ZDF, à Mayence. Avec deux grands studios (680 m² pour le N1 et 330 m² pour le N2), ce nouveau bâtiment répond aux nouvelles exigences techniques de la télévision, avec la présence de cameras robotiques, qui vont permettre d'effectuer des mouvements précis. Les coûts de construction et d'équipement du bâtiment sont de 30 millions d'euros. Ce sera dans le studio N1, que sera tourné le heute mais également d'autres émissions d'informations de ZDF comme le ZDF-Morgenmagazin, le ZDF-Mittagsmagazin ou le magazine pour les jeunes logo!. C'est ce même jour que heute inaugure son nouvel habillage créé par l'agence Velvet. 
Depuis le 29 septembre 2012, l'édition de 19 h de heute adopte un nouveau générique ainsi qu'un nouveau fond. Cela inclut également de nouvelles positions pour la camera du plateau. Après une période de test (jusqu'au 3 décembre 2012), ce nouvel habillage est généralisé aux autres éditions de heute, même à celle de la nuit (heute-nacht).

## Production
heute est diffusé en 16:9 depuis le 25 juillet 2007.
Il est diffusé depuis le ZDF-Nachrichtenstudio à Mayence, dans le complexe de ZDF, inauguré le 17 juillet 2009. C'est aussi dans le studio N1 qu'est tourné le heute. C'est le plus grand studio d'enregistrement du complexe ZDF-Nachrichtenstudio, avec une surface de 680 m². La rédaction du heute compte environ 100 journalistes qui participent à l'élaboration des différentes édition du heute. Il faut souligner également que ZDF a ses propres correspondants et reporters à l'étranger.

## Présentateurs actuels
Liste des présentateurs réguliers, des différentes éditions du heute.
- Carsten Rüger , depuis 2011
- Brigitte Bastgen, depuis 1998
- Anja Charlet, depuis 2003
- Ralph Szepanski, depuis 2003
- Kay-Sölve Richter, depuis 2011
- Valerie Haller, depuis 2011
- Ralph Szepanski, depuis 2002
- Yve Fehring, depuis 2012
- Andreas Klinner, depuis 2007
- Julia Theres Held, depuis 2012
- Petra Gerster, depuis 1998
- Gundula Gause, depuis 1993
- Heinz Wolf, depuis 1997
- Normen Odenthal, depuis 2005
- Ina Bergmann, depuis 2011